# Յ
La Յ, minuscolo յ, è la ventunesima lettera dell'alfabeto armeno. Il suo nome è հի, hi (armeno: [hi]).
Rappresenta foneticamente la consonante approssimante palatale [j] e, solo nell'ortografia tradizionale, l'affricata alveolare sorda [h], quando si trova all'inizio di una parola o di una radice all'interno di altre parole.

## Codici
- Unicode:
  - Maiuscola Յ : U+0541
  - Minuscola յ : U+0571